# Наринський район (Узбекистан)
Наринський район (узб. Норин тумани, Norin tumani) — район у Наманганській області Узбекистану. Розташований на півдні області. Утворений в 1926 році. Центр — місто Хаккулабад. Площа району становить 207 км2, а населення 166 100 осіб (2021 рік).

## Історія
Наринський район було створено у 1926 році. 1938 року увійшов до складу Ферганської області. У1941 році район відійшов до Наманганської області.
У 1960 році передано до Андижанської області. У 1963 році рішення було скасовано й того ж року Наринський район був відновлений у складі Наманганської області.

## Адміністративно-територіальний поділ
Станом на 1 січня 2020 року, до складу району входять 1 місто — Хаккулабад, 8 селищ міського типу (Коратері, Маргузар, Норінкапа, Пасткі Чоджа, Учтепа, Ходжаобод, Чамбіл, Шора) та 8 сільських громад.
| Узбекистан | Це незавершена стаття з географії Узбекистану. Ви можете допомогти проєкту, виправивши або дописавши її. |